# Pogrzebany
Pogrzebany (ang. Buried) – hiszpańsko-amerykańsko-francuski dreszczowiec z 2010 roku w reżyserii Rodrigo Cortésa. Zdjęcia kręcono w ciągu 16 dni w Barcelonie.

## Fabuła
Akcja toczy się w Iraku, w roku 2006.
Paul Conroy, amerykański kierowca ciężarówki, traci przytomność po tym, jak jego konwój został zaatakowany.
Budzi się związany i zakneblowany. Nic nie widzi, gdyż jest ciemno. Woła o pomoc, ale jego głos odbija się od desek. Nerwowo szuka zapalniczki by zobaczyć, gdzie jest. Okazuje się, że jest w trumnie i został żywcem pogrzebany. Ma przy sobie cztery rzeczy: nóż, telefon komórkowy, zapalniczkę Zippo i długopis, a tlenu wystarczy mu na około 90 minut.
Paul próbuje skontaktować się z pracodawcą i z żoną, jednak w obydwu przypadkach zastaje pocztę głosową. Postanawia zadzwonić do FBI, ci jednak rozłączają jego rozmowę, zanim ten zdąży wyjaśnić swoją sytuację. Chwilę później do Paula dzwoni porywacz. Domaga się pięciu milionów dolarów okupu za uwolnienie go z trumny, jednak ostatecznie cenę obniża do jednego miliona. Nagle trumna silnie się zatrzęsła i zaczął się do niej wsypywać piasek.
Po chwili Paul dostaje telefon od rządu, konkretnie od wydziału ds. porwań. Ten dowiaduje się, że jest na terenie, który kilka minut wcześniej został zbombardowany (właśnie wtedy zatrzęsła się trumna). Zrozpaczony Paul postanawia podciąć sobie gardło. Po zrobieniu niewielkiej rany zaczyna myśleć o rodzinie i to spowodowało, że zrezygnował z samobójstwa. Nagle piasek zaczyna się przesypywać do trumny w bardzo szybkim tempie. Paul - za pomocą telefonu komórkowego - zaczyna nagrywać treść testamentu.
Czas ucieka, a nikt nie planuje zapłacić okupu. Porywacz po raz kolejny dzwoni do Paula, tym razem chce zobaczyć jego krew. Każe mu obciąć sobie palec, nagrać to, a następnie wysłać ten plik telefonem komórkowym. Kidnaper obiecuje, że po spełnieniu jego prośby rodzinie pogrzebanego nic się nie stanie, a amerykański rząd dostanie informację, gdzie znajduje się poszukiwany. Paul spełnia prośbę porywacza i ucina sobie palec. Chwilę później Paul dostaje telefon od rządu. Dowiaduje się, że jego lokalizacja jest już znana. Kierowca, odzyskawszy nadzieję, dzwoni do żony i uspokaja ją mówiąc, że wszystko będzie w porządku.
Ekipa ratunkowa przybywa na miejsce. Paul słyszy kopanie przez telefon, ale ciągle sypiący się piasek zaczyna niemal całkowicie wypełniać trumnę dając pogrzebanemu coraz mniej czasu. Okazuje się, że ratownicy kopali jednak w zupełnie innym miejscu.

## Obsada
- Ryan Reynolds jako Paul Conroy
- Ivana Miño jako Pamela
- Anne Lockhart jako pracownik policji/pracownik biurowy
- Robert Paterson jako Dan Brenner
- José Luis García Pérez jako Jabir
- Stephen Tobolowsky jako Alan Davenport
- Samantha Mathis jako Linda Conroy
- Warner Loughlin jako Donna Mitchell/Maryanne Conroy/Rebecca Browning
- Erik Palladino jako Harris, agent specjalny
- Heath Centazzo jako żołnierz
- Joe Guarneri jako żołnierz